# 小口多美夫
小口 多美夫（おぐち たみお、1956年 - ）は、日本の物性理論学者。

## 略歴
長野県岡谷市出身。長野県諏訪清陵高等学校を経て、1983年東京大学大学院理学系研究科博士課程修了。1994年広島大学理学部助教授。1996年同大学教授。1998年同大学大学院先端物質科学研究科教授。2011年大阪大学産業科学研究所教授。産業科学ナノテクノロジーセンター長。

## 著書
- 『バンド理論』内田老鶴圃 1999年
- 『遷移金属のバンド理論』内田老鶴圃 2012年